# پل هاردینگ (نویسنده)
پل هاردینگ (به انگلیسی: Paul Harding) یک نویسنده و موسیقیدان آمریکایی است که بیشتر به عنوان نویسنده اولین رمان خود به نام تینکرها در سال ۲۰۰۹، شناخته می‌شود. این رمان در سال ۲۰۱۰ موفق به دریافت جایزه پولیتزر و جایزه قلم/رابرت دبلیو بینگهام شد.

## جوایز و افتخارات[۳]
- ۲۰۱۰ جایزه پولیتزر برای داستان
- ۲۰۱۰ جایزه قلم/رابرت دبلیو بینگهام
- ۲۰۱۲ جایزه فرناندو پیوانو